# Representación adjunta
En matemáticas, la representación adjunta (o acción adjunta) de un grupo de Lie {\displaystyle G} es una forma de representar los elementos del grupo como transformaciones lineales del álgebra de Lie del grupo, considerado como un espacio vectorial. Por ejemplo, si {\displaystyle G} es {\displaystyle GL(n,\mathbb {R} )} el grupo de Lie de matrices invertibles reales n por n, entonces la representación adjunta es{\displaystyle e} el homomorfismo de grupo que envía una matriz invertible n por n, siendo {\displaystyle g} un endomorfismo del espacio vectorial de todas las transformaciones lineales de {\displaystyle \mathbb {R} ^{n}} definido por {\displaystyle x\mapsto gxg^{-1}}.
Para cualquier grupo de Lie, esta representación natural se obtiene linealizando (es decir, tomando el diferencial de) la acción de {\displaystyle G} sobre sí mismo mediante conjugación. La representación adjunta se puede definir para grupos algebraicos lineales sobre campos arbitrarios.

## Definición
Sea G un grupo de Lie y sea
{\displaystyle {\displaystyle \Psi :G\rightarrow Aut(G)}}
ser el mapeo {\displaystyle {\displaystyle {\displaystyle g\rightarrow \Psi _{g}}}} con Aut(G) el grupo de automorfismo de {\displaystyle G} y {\displaystyle \Psi _{g}:G\rightarrow G} dado por el automorfismo interno (conjugación)
{\displaystyle \Psi _{g}(h)=ghg^{-1}}
Este {\displaystyle \Psi } es un homomorfismo de grupo de Lie.
Para cada {\displaystyle g} en {\displaystyle G}, definido {\displaystyle Ad_{g}} siendo la derivada de {\displaystyle \Psi _{g}} en el origen:
{\displaystyle Ad_{g}=(d\Psi _{g})_{e}:T_{e}G\rightarrow T_{e}G}
donde {\displaystyle d} es el diferencial de {\displaystyle {\displaystyle {\displaystyle g=T_{e}G}}} es el espacio tangente al origen {\displaystyle e} ({\displaystyle e} siendo la identidad del elemento del grupo {\displaystyle G}). Desde {\displaystyle \Psi _{g}} es un automorfismo del grupo Lie, {\displaystyle Ad_{g}} es un Automorfismo álgebra de Lie; una invertible aplicación lineal  de {\displaystyle g} el mismo conserva el Álgebra de Lie. Además, desde que {\displaystyle g\rightarrow \Psi _{g}} es un grupo homomorfismo, {\displaystyle g\rightarrow Ad_{g}} también es un homomorfismo de grupo. Por lo tanto, el mapa
{\displaystyle {\displaystyle Ad:G\rightarrow Aut(\mathbf {g} ),g\rightarrow Ad_{g}}}
es un representación de grupo llamado el representación adjunta de {\displaystyle G}.
Si {\displaystyle G} es una Correspondencia grupo de Lie-álgebra de Lie del grupo general {\displaystyle GL_{n}(\mathbb {C} )} (llamado grupo de Lie lineal inmenso), entonces la álgebra de Lie {\displaystyle {\textbf {g}}} consiste en matrices y de Aplicación exponencial (teoría de Lie) es la matrix exponencial {\displaystyle \exp(X)=e^{x}} para matrices {\displaystyle X} con peqeñas normas operativas. Nosotroa calcularemos la derivada de {\displaystyle \Psi _{g}} de {\displaystyle e}. Para {\displaystyle g} en {\displaystyle G} y pequeña {\displaystyle X} en {\displaystyle \mathbf {g} }, la curba {\displaystyle t\rightarrow \exp(tX)} a derivado {\displaystyle X} a {\displaystyle t=0}, uno entonces obtiene: